# Jacques Duclos
Jacques Duclos (Louey, Altos Pirineos, 2 de octubre de 1896 - Montreuil, 25 de abril de 1975) fue un político francés. Miembro del Partido Comunista Francés, fue designado parlamentario en la Asamblea Nacional Francesa en 1926, tras derrotar a Paul Reynaud. Durante la Segunda Guerra Mundial, Duclos fue responsable del movimiento comunista declarado clandestino por el régimen de Vichy y perseguido por las fuerzas de ocupación del Tercer Reich.
Responsable del primer plan del PCF, durante 35 años fue su líder junto a Maurice Thorez y Benoît Frachon, alcanzando influencia en el devenir del movimiento comunista internacional y sus organizaciones del Komintern y Kominform.
Candidato a la Presidencia de la República Francesa en 1969 obtuvo, con cerca de 5 millones de votos equivalentes a un 21% de los sufragios, el mejor resultado de la historia de los candidatos presentados por el Partido Comunista Francés a unos elecciones presidenciales en Francia.

## Biografía
Duclos nació en Louey, Altos Pirineos, en el seno de una familia monoparental estrictamente religiosa.  Duclos luchó en la batalla de Verdún, donde resultó herido. Fue capturado en el Camino de las Damas y permaneció prisionero de guerra durante el resto de la contienda. En 1920, se unió al recién formado Partido Comunista Francés (PCF). Ascendió al Comité Central en 1926 y derrotó a Léon Blum en las elecciones a diputado del distrito 20. Fue nombrado jefe de la sección de propaganda del partido en 1936 y elegido vicepresidente de la Asamblea Nacional Francesa.
Estalinista , Duclos fue durante más de 35 años el cerebro detrás de las decisiones políticas de Maurice Thorez y Benoît Frachon. Participó en el Movimiento Comunista Internacional, la Comintern y el Cominform. En la década de 1930, se le asignó la tarea de imponer disciplina en los movimientos comunistas de España (1930, 1935) y Bélgica (1934-1935). Por orden de Joseph Stalin, aconsejó al Partido Comunista de España participar en el Frente Popular al estallar la guerra civil española.
En septiembre de 1939, el PCF fue prohibido tras la firma del Pacto Mólotov-Ribbentrop y la declaración de guerra, debido a que el partido mantenía la postura estalinista de que los Aliados eran responsables de la guerra y que Alemania buscaba la paz. En octubre de 1939, Duclos convocó a negociaciones con Hitler, lo que provocó un aumento de la represión estatal.  Tras la derrota de Francia en 1940, Duclos, el máximo responsable del PCF en Francia, entabló negociaciones con las autoridades nazis con el fin de legalizar el Partido Comunista y solicitar permiso para reanudar la publicación del diario del PCF (L'Humanité) (prohibido por el gobierno francés por las mismas razones).  Las negociaciones no prosperaron, pero perjudicaron la credibilidad del PCF tras la guerra entre una parte de la población.
Duclos fue el supervisor del partido clandestino durante la ocupación nazi alemana (1940-44) y, junto con Pierre Villon, tomó la iniciativa de crear el movimiento de resistencia Frente Nacional, que era el frente político de las guerrillas de los Francos Tiradores y Partisanos (FTP).
Después de 1950, la salud de Thorez se deterioró, pero Duclos siguió siendo uno de los miembros más influyentes del Partido. Fue Secretario General interino de 1950 a 1953 en ausencia de Thorez y fue clave en la eliminación de su rival, André Marty, de la dirección del Partido. La propia mala salud de Waldeck Rochet impulsó a Duclos a presentarse como candidato presidencial del Partido en las elecciones de 1969, obteniendo el 21,27% de los votos, la cifra más alta jamás obtenida por un candidato presidencial comunista en Francia. Falleció en Montreuil el 25 de abril de 1975 a los 78 años.